# PFN3
PFN3 (англ. Profilin 3) – білок, який кодується однойменним геном, розташованим у людей на 5-й хромосомі. Довжина поліпептидного ланцюга білка становить 137 амінокислот, а молекулярна маса — 14 596.
| 10         |  | 20         |  | 30         |  | 40         |  | 50         |
| ---------- |  | ---------- |  | ---------- |  | ---------- |  | ---------- |
| MGDWKVYISA |  | VLRDQRIDDV |  | AIVGHADNSC |  | VWASRPGGLL |  | AAISPQEVGV |
| LTGPDRHTFL |  | QAGLSVGGRR |  | CCVIRDHLLA |  | EGDGVLDART |  | KGLDARAVCV |
| GRAPRALLVL |  | MGRRGVHGGI |  | LNKTVHELIR |  | GLRMQGA    |  |            |

A: Аланін

C: Цистеїн

D: Аспарагінова кислота

E: Глутамінова кислота

F: Фенілаланін

G: Гліцин

H: Гістидин

I: Ізолейцин

K: Лізин

L: Лейцин

M: Метіонін

N: Аспарагін

P: Пролін

Q: Глутамін

R: Аргінін

S: Серин

T: Треонін

V: Валін

W: Триптофан

Білок має сайт для зв'язування з молекулою актину, ліпідами. 
Локалізований у цитоплазмі, цитоскелеті, ядрі.